# Maysa Leak
Maysa Leak (Baltimora, 17 agosto 1966) è una cantante statunitense.

## Biografia
Dopo essersi laureata alla Morgan State University, Maysa Leak ha avviato la sua carriera come corista di Stevie Wonder. A inizio anni 90 è diventata un membro degli Incognito. I suoi album da solista hanno trovato successo nelle classifiche dedicate ai generi R&B e jazz redatte da Billboard: nella Jazz Albums ha raggiunto la 3ª posizione sia con Metamorphosis nel 2008 sia con Love Is a Butterfly nel 2017. Durante la sua carriera ha collaborato con artisti come Will Downing, Rick Braun, Kim Waters, Gerald Veasley e Jonathan Butler.
Nel 2009 la cantante ha vinto un Soul Train Music Award.

## Discografia

### Album in studio
- 1995 – Maysa
- 2000 – All My Life
- 2002 – Out of the Blue
- 2004 – Smooth Sailing
- 2006 – Sweet Classic Soul
- 2007 – Feel the Fire
- 2008 – Metamorphosis
- 2010 – A Woman in Love
- 2011 – Motions of Love
- 2013 – Blue Velvet Soul
- 2014 – A Very Maysa Christmas
- 2015 – Back 2 Love
- 2017 – Love Is a Battlefield

### Raccolte
- 2011 – The Very Best of Maysa